# Norops gibbiceps
Norops gibbiceps este o specie de șopârle din genul Norops, familia Polychrotidae, descrisă de Cope 1864. Conform Catalogue of Life specia Norops gibbiceps nu are subspecii cunoscute.